# 富山県道341号八尾大沢野線
富山県道341号八尾大沢野線（とやまけんどう341ごう やつおおおさわのせん）は、富山県富山市内を通る一般県道である。

## 概要

### 路線データ
- 起点：富山県富山市八尾町八十島字下島（国道472号交点）
- 終点：富山県富山市高内（富山県道318号笹津安養寺線交点）
- 実延長：9,070m

## 沿革
- 1995年（平成7年）4月1日 - 認定[1]
  - 起点：婦負郡八尾町
  - 終点：上新川郡大沢野町

## 地理

### 通過する自治体
- 富山県富山市

### 接続する道路
- 国道472号（起点：富山市八尾町八十島字下島）
- 富山県道343号茗ヶ原八尾線（富山市八尾町角間 - 富山市八尾町茗ヶ原で重複）
- 富山県道225号上笹原東町線（富山市八尾町下笹原）
- 富山県道198号桐谷下笹原線（富山市八尾町下笹原地内で重複）
- 富山県道199号掛畑井田新線（富山市八尾町樫尾 - 富山市八尾町樫尾定番町で重複）
- 富山県道197号樫尾長川原線（富山市八尾町樫尾定番町 - 富山市八尾町小長谷新で重複）
- 富山県道25号砺波細入線（富山市八尾町井栗谷 - 富山市葛原で重複）
- 富山県道69号富山笹津線（稲代交差点）
- 国道41号（越中東街道）（高内交差点）
- 富山県道318号笹津安養寺線（終点：富山市高内、「高内交差点」西方）

### 主要橋梁
- 大沢野大橋

### 周辺
- 富山市役所 大沢野総合行政センター
- 富山市立大沢野小学校
- 北陸銀行 大沢野支店
- 富山第一銀行 大沢野支店
- 黒瀬谷郵便局
- シキボウ 富山工場
- 日本カーボン
  - 富山工場
  - 日本カーボンエンジニアリング
- キョーエイ 大沢野店
- 神通川
- 八尾カントリークラブ